# Blarney (programme)
Blarney est un programme de surveillance de la National Security Agency (NSA). Il commence en 1978, en accord avec le Foreign Intelligence Surveillance Act,, et prend de l'ampleur à la suite des attentats du 11 septembre 2001. La collecte des données est effectuée dans les meilleures installations de télécommunications américaines, des nœuds par lesquels passent les communications filaires et sans-fil. Ce type de surveillance est qualifié de « Upstream collection ». Pour l'année fiscale 2013, le budget de Blarney s'élève à 65,96 millions US$. Edward Snowden a révélé ce programme lorsqu'il a dénoncé PRISM.

## Fausses affirmations
Au départ, des observateurs font l'hypothèse que Blarney est une coopération de la NSA et d'AT&T, société qui exploiterait la Room 641A à San Francisco. Cependant, des documents de la NSA publiés ultérieurement, le 15 août 2015, montrent que la coopération avec AT&T a lieu dans le cadre de FAIRVIEW et que Room 641A est probablement exploitée en accord avec ce dernier programme plutôt que Blarney.
Les documents de la NSA permettent de conclure que FAIRVIEW n'est pas un programme qui chapeaute Blarney, OAKSTAR, STORMBREW et d'autres programmes, même si Thomas Drake le pense. Ces programmes sont très semblables, mais sont menées en collaboration avec d'autres sociétés dans le cadre d'ententes légèrement différentes. Ces ententes relèvent des Special Source Operations (en) (SSO), une division de la NSA,.

## Supervision judiciaire
Blarney est mené sous la supervision de trois autorités judiciaires : NSA FISA, FBI FISA et section 702 FAA. La collecte de données sous l'autorité de la FISA exige un ordre de la cour émanant du FISC où les identifiants (selectors) de la cible sont indiquées. Même si cette procédure exige beaucoup de temps, Blarney est la principale source d'information du President's Daily Brief et produit plus de 11 000 mémos (^products) par an.

## Description
Des algorithmes filtrent les communications puis stockent et analysent peut-être les données susceptibles de contenir des renseignements de source étrangère. Les premières étapes du filtrage sont réalisées par les sociétés de télécommunications, à la demande de la NSA. Ces filtres n'étant pas toujours efficaces, des communications domestiques sont parfois stockées.
Si une communication domestique est stockée, des procédures de minimisation exigent que les communications les plus accessoires entre citoyens américains soient détruites, à quelques exceptions près. Les communications domestiques ne sont pas détruites si leur contenu est chiffré, si elles comprennent des renseignement étrangers ou si elles sont manifestement criminelles. Cette dernière exception autorise la NSA à transmettre à la Special Operations Division (SOD) de la Drug Enforcement Administration des informations sur le trafic de stupéfiants. Des observateurs ont rappelé que cette transmission d'informations existait dans le cadre du Projet Shamrock, mais la NSA (et les services de renseignements antérieurs) recevait quotidiennement des copies sur microfilms de tous les télégrammes qui entraient ou sortaient des États-Unis.

## SIGAD
Blarney est associé à deux SIGAD portant le même nom. La désignation pour PRISM (US-984XN) ressemble aux SIGAD de Blarney : US-984 et US-984X,. Cette ressemblance explique pourquoi le narrateur d'un document de la NSA publié le 15 août 2015, affirme que « PRISM est chapeauté par BLARNEY, mais c'est juste un accès parmi d'autres » (PRISM falls under BLARNEY, but is just one access of many).
| Désignation      | Nom couverture | Autorité légale Voir légende sous le tableau | Cibles primaires                                                                                         | Type de renseignement | Remarques                                                                            |
| ---------------- | -------------- | -------------------------------------------- | --- | --- | ------------------------------------------------------------------------------------ |
| US-984 (PDDG:AX) | Blarney        | FISA                                         | - Contre-prolifération - Contre-terrorisme - Diplomatie - Économie - Militaire - Gouvernements étrangers | - DNI Strong Selectors - DNR Strong Selectors - DNI Circuits - DNR Circuits - Communications par mobiles - Communications autorisées par le FISC | Installations connues - Room 641A d'AT&T à San Francisco - Site d'AT&T au New Jersey |
| US-984X          | Blarney        | FAA                                          | - Contre-prolifération - Contre-terrorisme - Diplomatie - Économie - Militaire - Gouvernements étrangers | - DNI Strong Selectors - DNR Strong Selectors - DNI Circuits - DNR Circuits - Communications par mobiles - Communications autorisées par le FISC | Installations connues - Room 641A d'AT&T à San Francisco - Site d'AT&T au New Jersey |

Note : Les SIGAD qui ne sont pas désignés sont probablement exploités sous la surveillance judiciaire procurée par la Section 702 des FISA Amendments Act of 2008 (FAA).
Glossaire
- DNI : Digital Network Intelligence (renseignement des réseaux numériques)[9]
- DNR : Dial Number Recognition (reconnaissance des numéro de téléphone)[9]
- Transit Authority : Une autorité légale qui affirme que les communications qui passent par les États-Unis peuvent être stockées et analysées, du moment que les deux extrémités sont étrangères.

## Captures d'écran

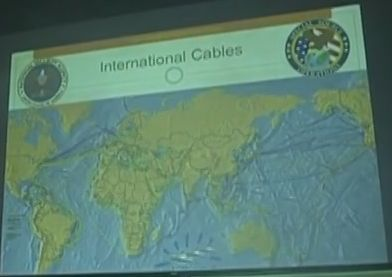
Upstream collection, carte des câbles internationaux
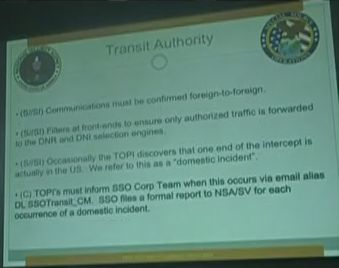
Upstream collection, Transit Authority
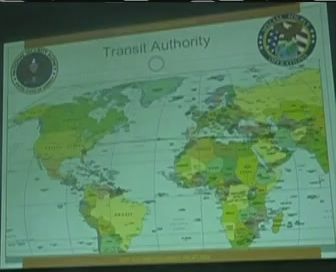
Upstream collection, carte des Transit Authority
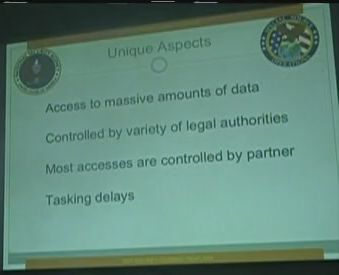
Upstream collection, aspects uniques
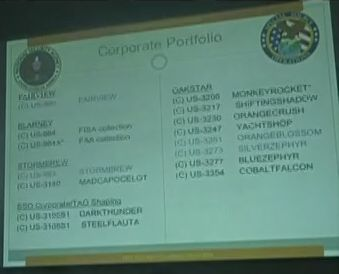
Upstream collection, portfolio corporatif
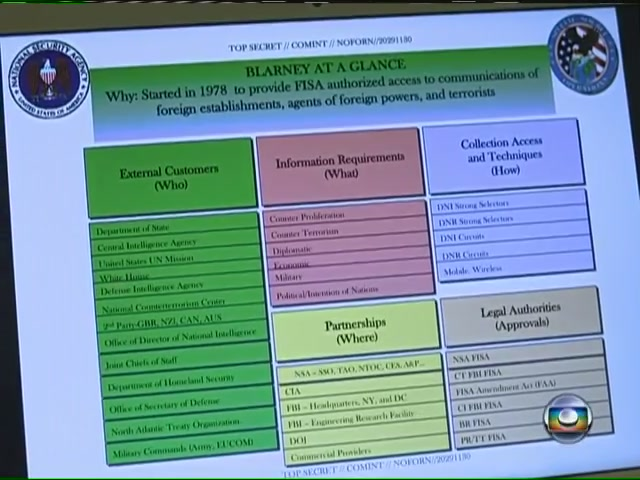
Blarney de façon sommaire
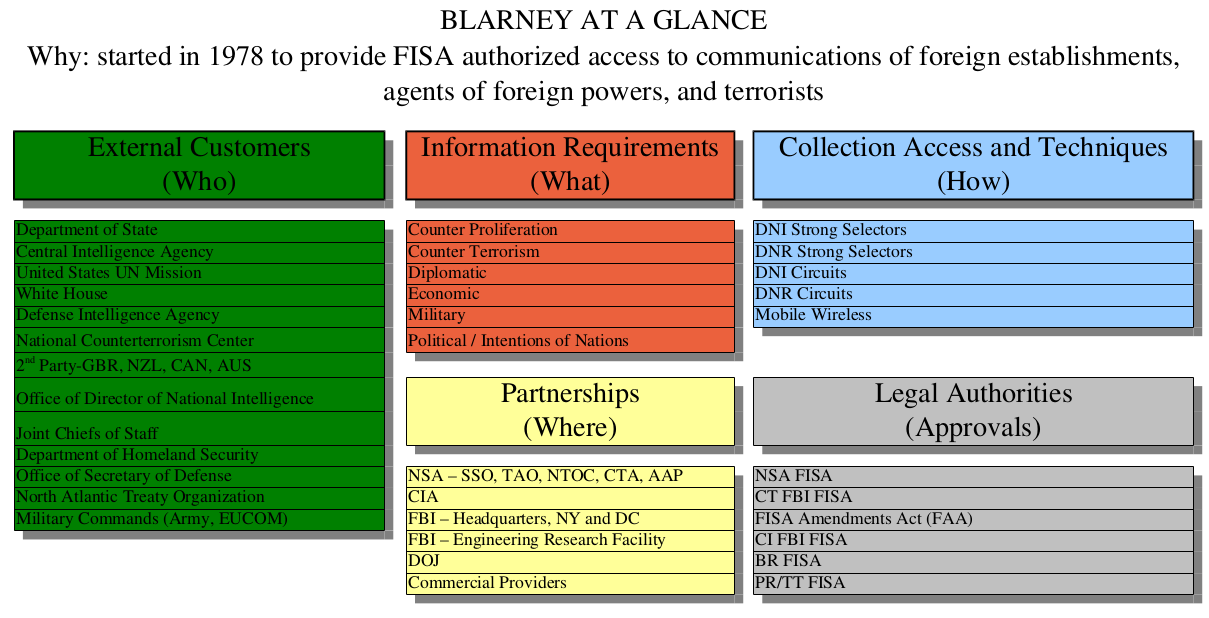
Blarney de façon sommaire (texte lisible)
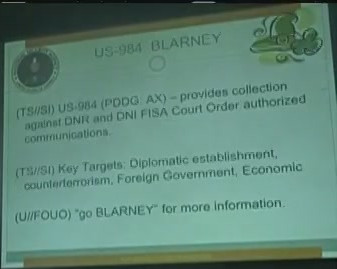
SIGAD de Blarney
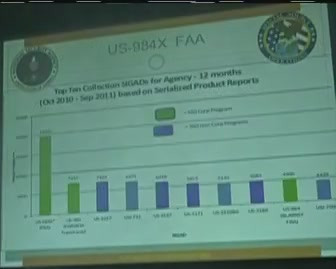
Diagramme de Blarney, 10 meilleurs SIGAD